# Bulldogge

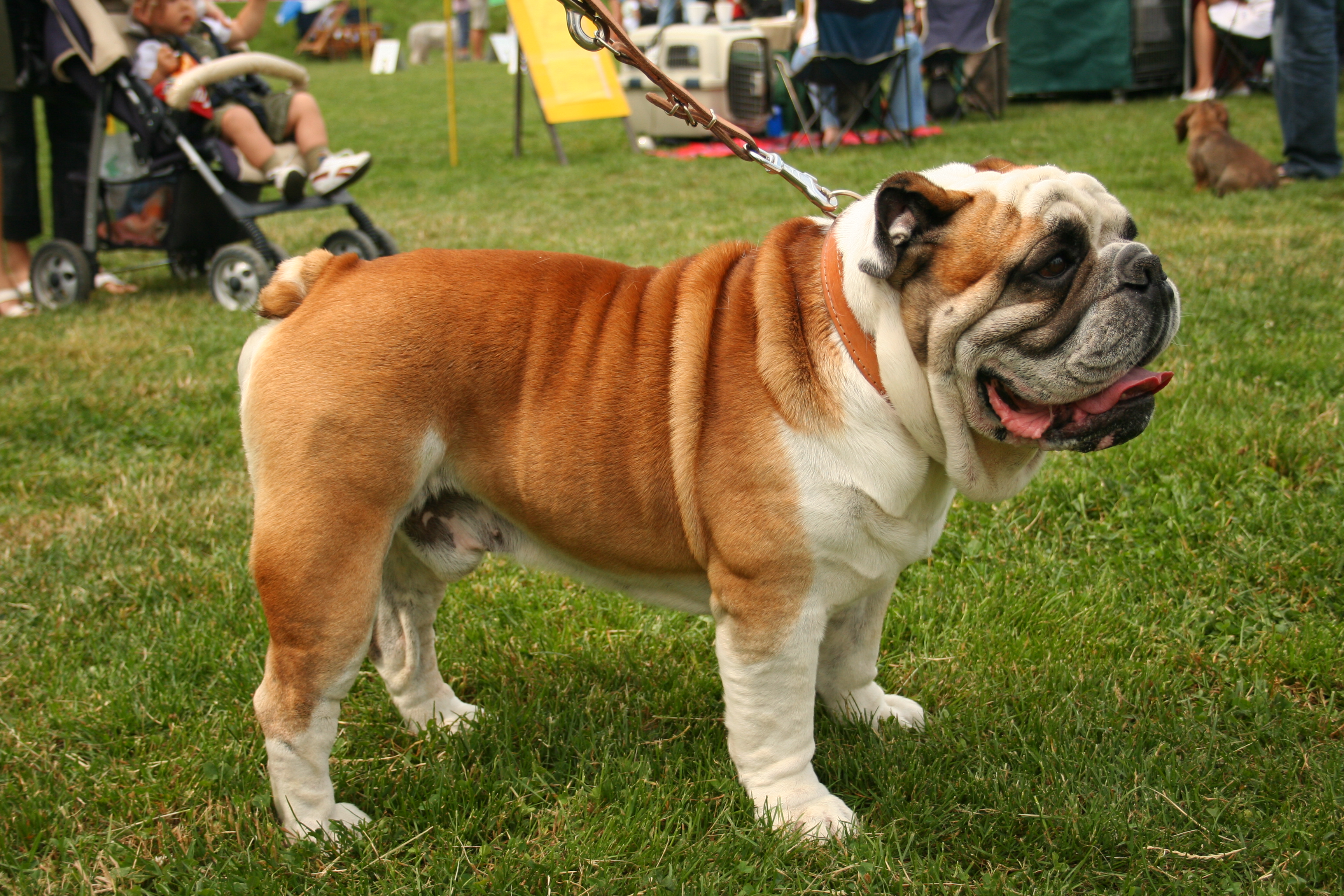
Englische Bulldogge

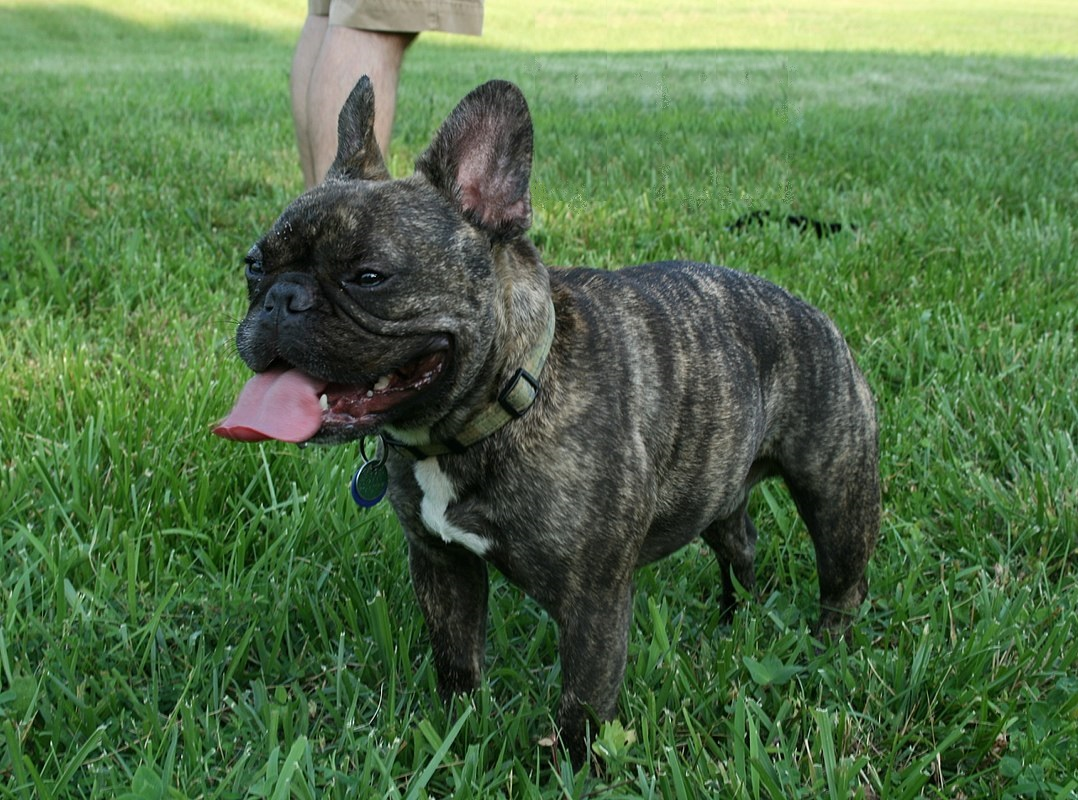
Französische Bulldogge

Bulldogge ist ein Oberbegriff für kleine bis mittelgroße Molosser mit meist gedrungener, kräftiger Statur.
Urvater ist die alte britische Rasse (English) Bulldog, die in Deutschland als Englische Bulldogge bezeichnet wird. Der Name rührt daher, dass diese Rasse ursprünglich gezüchtet wurde, um sie im Bullenbeißen auf Bullen zu hetzen.
Das gesamte Äußere der Bulldoggen (englisch bulldogs) war darauf ausgelegt, Bullen bei der Nase zu packen und zu Boden zu ziehen. Der ideale Bullenbeißer war gedrungen, mittelgroß, standfest, hatte einen stämmigen Körper mit breiter Brust und enorme Kraft im Nacken- und Kieferbereich. Weitere charakteristische Merkmale waren ein großer Kopf mit stark befaltetem Vorgesicht und Rosenohren. Die kurze Nase und der vorstehende Unterkiefer (Vorbiss) erlaubte festes und langes Zupacken, ohne selbst zu ersticken.
Im 19. Jahrhundert kam die Französische Bulldogge (‚Bully‘) hinzu. Seit 1970 gibt es weltweit zahlreiche Aktivitäten zur Zucht weiterer Bulldoggen-Varianten oder -Rassen.

## Rassen

### Von der FCI anerkannte Bulldoggen-Rassen
Die folgenden Rassen sind von der FCI anerkannt:
- Englische Bulldogge (Bulldog, Großbritannien)
- Französische Bulldogge (Frankreich)

### Sonstige Bulldoggen-Rassen
Folgende Rassen sind von der FCI nicht anerkannt:
- American Bulldog (USA)
- Australian Bulldog (Australien)
- Catahoula Bulldog (USA)
- Continental Bulldog (Schweiz, auf nationaler Ebene von der SKG anerkannt; Deutschland, vom VDH anerkannt)
- Leavitt Bulldog (USA)
- Renascence Bulldog (USA)
- Olde English Bulldogge (Großbritannien, USA)
- Victorian Bulldog (Großbritannien)

Es gibt weitere Mode-Zuchtvarietäten.

## Qualzucht
Laut der Humane Society of the United States ist die Bulldogge ein Beispiel extremer genetischer Manipulation. Die Folge ist, dass die Bulldogge mit Augen- und Ohrenproblemen, Hautentzündungen, Atemschwierigkeiten, immunologischen und neurologischen Problemen und Behinderungen im Bewegungsapparat deutlich stärker belastet ist als jede andere Rasse. Ihre durchschnittliche Lebensdauer liegt bei sechs Jahren. Andere Hunde dieser Größe werden leicht 10 bis 15 Jahre alt. Die bei den meisten Bulldoggen-Rassen ausgeprägte Deformation des Oberkiefers bezeichnet man als Brachycephalie.